# Єврейсько-грецький діалект
Стаття з серії:

Грецька мова
- Прагрецька мова
- Мікенська мова
- Давньогрецька мова
- Койне
- Середньогрецька мова
- Новогрецька мова
  - Катаревуса
  - Димотика

Єврейсько-грецький діалект (йєванський, романіотський; грец. ρωμανιώτικα [романьо́тика], самоназва івр. יווניטיקה, γεβανικά [йєваника́]) — умовна назва кількох варіантів грецької мови, що використовувалися романіотами (грецькими євреями) аж до середини XX століття. На письмі використовувалась гебрейська абетка. Був розмовною і до певної міри літературною мовою романіотів. На відміну від деяких інших гебрейських мов романіоти не вважали, що їх мова відрізняється від мови навколишнього населення.
Не варто плутати романіотів із сефардами, що поселилися в Греції (особливо в Салоніках) після вигнання їх з Іспанії в 1492 році. Назва «йєваника» походить від старогебрейського Yāwān, спільного для Близького Сходу позначення Греції.
Лінгвістично гебрейсько-грецький відрізняється інтонаційно, наявністю арамейських і давньогебрейських елементів у лексиці і частково в граматичному ладі; починаючи з XV століття включає також тюркські елементи. Крім того зустрічаються деякі архаїзми і діалектизми, пов'язані з консервацією мови всередині єврейських громад під час переміщення їх усередині Греції.

## Історія
Гебрейсько-грецький діалект ранньої стадії розвитку більш близький до давньогрецької, ніж до грецької візантійського періоду, представлений одним з перекладів книги Іони (зберігся у рукописній копії, виконаної не пізніше 1263 року; нині в Бодлеянський бібліотеці, Оксфорд). Інший переклад цієї книги та перекладів Екклесіаста (збереглися лише його фрагменти) представляють гебрейсько-грецьку мову періоду до 13 століття. Очевидно, в 13 столітті було виконано повний переклад П'ятикнижжя на гебрейсько-грецький діалект (вперше опублікований в 1547 р. у так званої Константинопольській поліглоті — багатомовному виданні П'ятикнижжя).
Гебрейсько-корфський діалект 15 століття представлений в махзорі цього періоду (рукопис у бібліотеці університету Болоньї). Поряд з перекладами Біблії і біблійними коментарями існували релігійні співи гебрейсько-грецьким діалектом. Великі громади носіїв гебрейсько-грецьких діалектів жили в містах Фіви, Яніна, Халкіда, Арта, Коринф і на островах Керкіра (Корфу), Хіос, Закінф, Лесбос, Самос, Родос і Кіпр.
Масовий наплив італо-і ладіно-мовних гебреїв до кінця XV століття сильно вплинув на мовну ситуацію гебреїв Греції. Багато громад романіотів перейшли на ладіно, але деякі продовжували зберігати романіотську літургійну традицію і грецьку мову.
До початку XX століття гебрейсько-грецький етнолект зберігався в громадах Яніни, Арти, Превези і Халкіди.
Останнього удару по гебрейсько-грецькому діалекту було завдано під час німецької окупації Греції під час Другої світової війни: більшість романіотів було знищено, кількість повноцінних носіїв виявилася настільки малою, що молоде покоління остаточно перейшло на стандартну грецьку в Греції, іврит в Ізраїлі та англійську в США. В Ізраїлі нащадки романіотів злилися з сефардами.
У Стамбулі єврейсько-грецький діалект довго зберігали караїми району Хаскьой. Найбільшим пам'ятником цього діалекту є виконаний в 1627 р. Еліяху Афеда-Бегі переклад глав книги Даніїла і книги Езри, написаних арамейською мовою.

## Ресурси Інтернету
- Еврейско-греческий язык // Электронная еврейская энциклопедия. (рос.)
- Jewish Language Research Website: Judeo-Greek [Архівовано 23 жовтня 2005 у Wayback Machine.]
- Yevanic Language Endangered Languages Project Website [Архівовано 14 вересня 2016 у Wayback Machine.]
- The Greek Bible in Byzantine Judaism [Архівовано 24 серпня 2016 у Wayback Machine.]

1. ↑  ScriptSource - Israel